# عقداء سيبيرية
العَقداء السيبيرية نوع نباتي يتبع جنس العَقداء من الفصيلة السفندرية.

## الموئل والانتشار
ينتشر في الصين.